# Бурлачени
Бурлаче́ни (рум. Burlăceni) — село в Кагульському районі Молдови, є центром комуни, до якої також відноситься село Гречени.
Село розташоване на вододілі річок Кагул та Великий Ялпуг.
Бурлачени є багатонаціональним селом — тут проживають молдовани, українці, болгари , гагаузи. У 2006 році село зайняло 3 місце в районі за благоустроєм.
Згідно з переписом населення 2004 року кількість українців - 242 особи (12%).